# حرية التعبير حسب البلد
مفهوم حرية التعبير هو حق الإنسان الطبيعي في التعبير عن الرأي علناً دون خوف من الرقابة أو العقاب.
لا يقتصر «التعبير» على التحدث أمام العامة بل يتضمن عددًا من طرق التعبير. هذا الحق مُصان في إعلان الأمم المتحدة العالمي لحقوق الإنسان ومعترف به رسمياً من قبل قوانين معظم الدول. مع ذلك فإن الدرجة التي يتم بها دعم هذا الحق من خلال الممارسة الفعلية تتنوع كثيرًا من دولة إلى أخرى.
في العديد من الدول وعلى الخصوص التي تمتلك أشكال حكم استبدادية يتم فرض رقابة حكومية علنية. كما كان يتم فرض الرقابة في أشكال أخرى وأساليب مختلفة مثل قوانين خطاب الكراهية والفحش والتشهير.
تتكون القائمة التالية جزئياً من مطالب حكومات الدول الخاصة بكل منها ولا تعكس بالضرورة الوضع الحالي:

## القانون الداخلي
ينص إعلان الأمم المتحدة العالمي لحقوق الإنسان، والذي تم تبنيه في عام 1948، في المادة 19 على أن:
لكل شخص الحق في حرية الرأي والتعبير. ويشمل هذا الحق حرية اعتناق الآراء دون أي تدخل، واستقاء الأنباء والأفكار وتلقيها وإذاعتها بأي وسيلة كانت دون تقيد بالحدود الجغرافية.
من الناحية الفنية، وبكونه قرارًا للجمعية العامة للأمم المتحدة وليس معاهدة فإنه ليس قانوناً ملزماً بشكل كلي لأعضاء الأمم المتحدة. علاوة على ذلك فإن بعض بنوده تعتبر جزءاً من القانون الدولي الشائع، إلا أن هناك نزاعاً بشأنها. تُمنح حرية التعبير حماية قطعية في القانون الدولي بموجب العهد الدولي للحقوق المدنية والسياسية والذي يجمع حوالي 150 دولة.
عند اعتماد إعلان الأمم المتحدة العالمي لحقوق الإنسان أصرت كل من أيرلندا وإيطاليا ولوكسمبورغ وموناكو وأستراليا وهولندا على إبداء التحفظات على المادة 19 بالقدر الذي يمكن أن تؤثر فيه على طرقهم الخاصة بتنظيم النشر وترخيصه.

## أفريقيا
تدعم غالبية الدساتير الأفريقية الحماية القانونية لحرية التعبير مع اختلاف نطاق هذه الحرية وتطبيقها من بلد إلى آخر.

### إريتريا
لا تسمح إريتريا بأي وسائل إعلام مستقلة وتستخدم التهرب من التجنيد كذريعة لتضييق الخناق على المعارضة سواء المنطوقة أو غير ذلك. في إيريتريا منذ عام 2001 سُجن 14 صحفياً في أماكن مجهولة دون محاكمة.

### جنوب إفريقيا
على ضوء التاريخ العنصري والتمييز في جنوب أفريقيا، لا سيما عصر التفرقة العنصرية، يمنع دستور جمهورية جنوب أفريقيا لعام 1996 التعبير الذي يعادل الدعوة للكراهية بناءً على أسباب معينة. كل من حرية الكلام والتعبير محميان ومحددان في قسم من وثيقة الحقوق الخاصة بجنوب أفريقيا، الفصل الثاني من الدستور، تنص المادة رقم 16 على البنود التالية:
16. حرية التعبير
يمتلك الجميع حق حرية التعبير، الذي يتضمن حرية الصحافة ووسائل الإعلام الأخرى، حرية تلقي الأفكار ونقل المعلومات أو الأفكار، حرية الإبداع الفني، الحرية الأكاديمية وحرية البحث العلمي، الحق المنصوص في المادة الفرعية (1) لا يشمل الدعاية في الحرب، التحريض على العنف الوشيك، الدعوة إلى الكراهية القائمة على أساس العرق أو الانتماء العرقي أو الجندر والتي تشكل تحريضاً على إلحاق الأذية.
في عام 2005، شكلت المحكمة الدستورية لجنوب أفريقيا سابقة قضائية دولية في قضية شركة Laugh It Off Promotions CC ضد شركة مصانع الجعة لجنوب أفريقيا عندما وجدت أن حق حرية التعبير لشركة Laugh-it-Off المشوشة على الثقافة يعتبر أهم من حماية علامة تجارية لثاني أكبر مصنع للجعة في العالم. حالياً، تعتزم الجمعية الوطنية لجنوب أفريقيا إصدار قانون يهدف إلى الحد من خطاب الكراهية وجرائم الكراهية. 

### السودان
ازدراء الأديان غير قانوني في السودان بموجب قوانين التجديف (ازدراء الأديان)

### تونس
حرية التعبير هي قضية مثيرة للجدل وموضع شك في تونس. يواجه الفنانون والصحفيون والمواطنون مضايقات عندما يحاولون التعبير عن آرائهم بحرية. كما أن هناك نقصًا في الخبرة والتقاليد فيما يتعلق بحرية التعبير من جانب القضاء التونسي والقضاة الذين تلوا الثورة التونسية.
في 13 يونيو عام 2013 سُجن مغني الراب التونسي علاء يعقوب الملقب بـ «ولد الكانز» وحكم عليه بالسجن سنتين بسبب أغنيته «البوليسية كلاب» التي اعتُبرت تحريضاً على العنف والكراهية. تم استئناف حكم المحكمة وأُعلن عن القرار في 2 يوليو/ تموز من عام 2013 بينما كان لا يزال علاء يعقوب في السجن.

## آسيا
توفر عدة بلدان آسيوية ضمانات قانونية رسمية لحرية التعبير لمواطنيها. ولكن هذه الضمانات لا تنفذ عملياً في بعض البلدان. العوائق التي تحول دون حرية التعبير شائعة وتتنوع كثيرًا في رابطة دول جنوب شرق آسيا، وتشمل هذه العوائق استخدام القوة الوحشية في قمع المدونين في بورما وفيتنام وكامبوديا وليماجستي في تايلند، واستخدام قوانين التشهير وقوانين الأمن الداخلي في سينغافورة وماليزيا وقتل الصحفيين في الفلبين. حرية التعبير محدودة للغاية في الصين وكوريا الجنوبية. تحسّنت حرية التعبير في ميانمار في السنوات الأخيرة لكن لا تزال هناك تحديات كبيرة. لا يوجد ارتباط واضح بين الضمانات القانونية والدستورية لحرية التعبير والتطبيق الفعلي لها في دول آسيا.

### بنغلاديش
بموجب الفصل الثالث بعنوان الحقوق الأساسية في بنغلاديش يكفل دستور بنغلاديش ظاهرياً حرية التعبير لكل مواطن وفقاً للجزء الثالث من القوانين في بنغلاديش.
ينص دستور بنغلاديش أنه يجب أن يمتلك جميع المواطنين الحقوق التالية:
- 39.(1) ضمان حرية الأفكار والضمير
- (2) الخضوع لأي قيود معقولة يفرضها القانون لصالح أمن الدولة أو العلاقات الودية مع الدول الأجنبية، أو النظام العام أو اللباقة أو الأخلاق أو أي شيء له علاقة بانتهاك حرمة المحكمة والتشهير والتحريض على ارتكاب جريمة.
- (a) ضمان حق التعبير لكل المواطنين
- (b) حرية الصحافة

### هونغ كونغ
بموجب الفصل الثالث «الحقوق والواجبات الأساسية للسكان» من قانون هونغ كونغ الأساسي:
المادة 27: يتمتع سكان هونغ كونغ بحرية التعبير والصحافة والنشر وحرية تكوين الجمعيات والتجمع والتظاهر، والحق في تكوين النقابات والانضمام إليها.
المادة 30: يحمي القانون حرية وخصوصية الاتصال لسكان هونغ كونغ. لا يجوز لأي إدارة أو فرد، على أي أساس كان، انتهاك حرية وخصوصية الاتصال للسكان باستثناء أن السلطات المختصة يمكنها أن تفحص الاتصالات بناءً على إجراءات قانونية بما يتناسب مع حاجة الأمن العام أو مع حاجة التحقيقات في جرائم جنائية.

### إيران
المقالة الأساسية: حرية التعبير في إيران، والرقابة في إيران، وفرض الرقابة على الإنترنت في إيران.
التجديف ضد الإسلام غير قانوني في إيران.
- وفقاً لدليل حرية الصحافة لعام  2007، احتلت إيران المرتبة 166 من أصل 169 بلد. ولم يكن هناك سوى ثلاث بلدان أخرى تفرض قيودًا على حرية وسائل الإعلام أكثر من إيران [13] هي إريتريا وتركمانستان وكوريا الجنوبية. كانت حكومة علي خامنئي ومجلس الأمن القومي الأعلى قد سجنوا 50 شخصاُ في عام 2007 وألغوا حرية الصحافة.[14] وصفت منظمة مراسلون بلا حدود (RWB) إيران بأنها «أكبر سجن للصحفيين في الشرق الأوسط».[15]
- في 8 سبتمبر 2020، أعربت مراسلون بلا حدود عن قلقها إزاء استمرار اعتقال وقمع الصحفيين في إيران، الذين تم اعتقالهم بسبب عملهم ويتعرضون للضغط و الإهانة والتشهير. وقال أحد مسؤولي المنظمة: «لابد للمجلس حقوق الإنسان أن يتخذ إجراءات أكثر جدية لحماية الصحفيين والدفاع عنهم».[16]